# Internetmuseum
Internetmuseum öppnades i december 2014 som Sveriges första internetmuseum. I juni 2016 blev museet invalt i Riksförbundet Sveriges museer som första utpräglat digitala museum.

## Verksamhet
Museet drivs av Internetstiftelsen (tidigare IIS, Internetstiftelsen i Sverige) och har ambitionen folkbilda om internets historia ur ett svenskt perspektiv. Den permanenta utställningen består av en tidslinje med nedslag i den svenska internethistorien från 1960-talet fram till nu. Det finns också flera olika temautställningar, bland annat Datadamer - kvinnorna som digitaliserade världen, Memes och virala succéer och Emojins historia - från antikt klotter till världsspråk.
På Internetmuseum finns även delar av det svenska digitala kulturarvet bevarat. I utställningen Svenska internetpionjärer lyfter internetmuseum svenska internetpionjärer, som får berätta sin historia – från början till slut. Det finns bland annat intervjuer med Jacob Palme, Carl Bildt, Jonas Birgersson och Ulf Bilting. Dessa samlas in i syfte att bevara historier från förstahandskällor för framtida forskning. Dessutom ser Internetmuseum till att utvalda historiska svenska webbplatser och hemsidor bevaras, till exempel Annica Tigers HTML-guide, IT-kommissionens webbplats och en webbring med personliga hemsidor från Sveriges första kommersiella internetleverantör Swipnet.
Internetmuseum har tidigare även samlat in fysiska internethistoriska föremål för arkivering i Internetstiftelsens lokaler i Hammarby sjöstad i Stockholm.

## Samarbeten
Sedan hösten 2017 samarbetar Internetmuseum med Wikimedia i syfte att utöka informationen om Internet på svenska Wikipedia. Arbetet fortgår löpande med en egen sida på Wikipedia.
Internetmuseum inledde hösten 2018 ett samarbete med Nordiska museet i syfte att dokumentera personliga hemsidor. Insamlingen genomförs bland annat med hjälp av en chatbot på Facebook, vilket är första gången så sker bland svenska museer. Hemsideinsamlingen genomfördes som en följd av museets donation av sajter från Swipnet till Kungliga biblioteket.